# Neopronombre
Los neopronombres son una categoría neologística de pronombres personales de tercera persona en idioma inglés más allá de «he», «she», «they», «one» e «it». Los neopronombres son preferidos por algunas personas no binarias que sienten que brindan opciones para reflejar su identidad de género con mayor precisión que los pronombres convencionales.
Los neopronombres pueden ser palabras creadas para servir como pronombres como «ze/hir» o pronombres de «sustantivo propio» donde las palabras existentes se convierten en pronombres personales como «fae/faer». Algunos neopronombres aluden a they/them, como «ey/em», una forma del pronombre Spivak.
Una encuesta realizada por The Trevor Project en 2020 encontró que el 4% de los jóvenes LGBT+ encuestados usaban neopronombres. El Censo de Género, una encuesta comunitaria en línea, informó en 2021 que «xe/xem» eran los neopronombres más populares entre los encuestados, utilizados por el 8,5% de sus 44 583 encuestados (a través de Tumblr, Twitter y otras plataformas de redes sociales).

## Historia
El they singular, un pronombre no binario popular hoy en día, está atestiguado por primera vez en el poema del siglo XIV William and the Werewolf, pero los pronombres más nuevos no se acuñaron hasta mucho más tarde.
Uno de los primeros casos en que se utilizó un neopronombre fue en 1789, cuando William H. Marshall registró el uso de «ou» como pronombre. La palabra «thon», derivada de «that one», se introdujo como un pronombre de género neutral en 1858, se agregó al Diccionario Merriam-Webster en 1934 y se eliminó en 1961. «Thon» fue acuñado por el compositor estadounidense Charles Crosby Converse. «Ze» como pronombre inglés de género neutro se remonta al menos a 1864. En 1911, un corredor de seguros llamado Fred Pond inventó el conjunto de pronombres «he'er», «his'er» y «him'er», que el superintendente del sistema de escuelas públicas de Chicago propuso para su adopción por parte del sistema escolar en 1912, lo que provocó un debate nacional en los EE. UU., con la adición de «heer» al diccionario Funk & Wagnalls en 1913. El Sacramento Bee usó el «hir» de género neutro durante 25 años, desde la década de 1920 hasta la de 1940. En 1970, Mary Orovan inventó el pronombre «co/coself», que ganó uso en una comunidad intencional en Virginia llamada Twin Oaks Community, donde todavía estaba en uso a partir de 2011. En 1996, Kate Bornstein usó los pronombres «ze/hir» para referirse a un personaje en su novela Nearly Roadkill. En una entrevista de 2006, la activista transgénero Leslie Feinberg incluyó «ze/hir» como pronombre preferido (junto con «she/her» y «he/him», según el contexto), afirmando: «Me gusta el pronombre de género neutro 'ze /hir' porque hace que sea imposible aferrarse a las suposiciones de género/sexo/sexualidad sobre una persona que estás a punto de conocer o que acabas de conocer». El Oxford English Dictionary agregó una entrada para «ze» en 2018 y entradas para «hir» y «zir» en 2019.
El término «neopronombre» surgió en la década de 2010.

## Recepción
Ha habido cierto conflicto sobre los neopronombres, con oposición a la idea tanto en las comunidades cisgénero como transgénero. Muchas personas los encuentran desconocidos y confusos de usar. Algunos críticos han dicho que el uso de neopronombres, especialmente los pronombres sustantivos, proviene de una posición de privilegio, hace que la comunidad LGBT+ parezca una broma, o que la atención puesta en los neopronombres desvía la atención de cuestiones más importantes, como la transfobia, el bullying, el asesinato de personas trans y el suicidio.
Las personas que apoyan los neopronombres afirman que son útiles para que las personas genderqueer encuentren «algo hecho para ellas» y para las personas neurodivergentes, que pueden tener problemas con su identidad de género. Algunas revistas y periódicos han publicado artículos sobre los neopronombres que generalmente los apoyan, detallando cómo usarlos y apoyar a quienes los usan.

## Pronombres sustantivos
Los pronombres sustantivos son un tipo de neopronombre que implica que un sustantivo se usa como pronombre personal. Ejemplos de pronombres sustantivos incluyen «vamp/vampself», «kitten/kittenself» y «doll/dollself». Los pronombres sustantivos tienen sus orígenes a principios de la década de 2010 en el sitio web Tumblr.